# Elephantomyia (Elephantomyia) luteipennis
Elephantomyia (Elephantomyia) luteipennis is een tweevleugelige uit de familie steltmuggen (Limoniidae). De soort komt voor in het Afrotropisch gebied.